# Museu Cósmico
Museu Cósmico, também conhecido como Planetário de Santa Cruz, é um museu brasileiro dedicado à Astronomia. Foi inaugurado em 2008 no bairro de Santa Cruz, na Zona Oeste da cidade do Rio de Janeiro. Está anexo ao Centro Esportivo Cidade das Crianças, na periferia do bairro. Foi construído a 50 quilômetros do Museu do Universo e a 40 quilômetros do Museu de Astronomia. Com a sua conclusão, o Rio de Janeiro tornou-se a "Capital Nacional de Cultura Planetária", por ter três museus administrados pela Fundação Planetários do Rio de Janeiro (PlanetaRio).

## Atividades
Abriga uma cúpula equipada com um planetário moderno que simula fielmente imagens em movimento de um céu semelhante ao que podemos observar durante uma noite clara, em local livre de poluição atmosférica, auxiliado por dezenas de equipamentos periféricos. São oferecidas, ao público, quatro sessões aos sábados, domingos e feriados. Nas férias escolares, a instituição exibe as sessões de cúpula também em alguns dias de semana. De terça a sexta, são recebidos grupos escolares com marcação prévia.